# Coupe du Rwanda de football
La Coupe du Rwanda de football a été créée en 1975.

## Palmarès
- 1975 : Kiyovu Sports Association
- 1976 : Rayon Sports FC
- 1977 : Non disputée
- 1978 : Mukura Victory Sports 5-1 Rayon Sports FC
- 1979 : Rayon Sports FC 3-1 Panthères Noires
- 1980 : Rayon Sports FC 2-1 Panthères Noires
- 1981 : Panthères Noires
- 1982 : Rayon Sports FC 1-0 Panthères Noires
- 1983 : Panthères Noires
- 1984 : Panthères Noires 1-1 / 2-0 Eclair Sport
- 1985 : Kiyovu Sports Association 2-0 Etincelles FC
- 1986 : Mukura Victory Sports 2-1 Panthères Noires
- 1987 : Panthères Noires 1-0 Mukura Victory Sports
- 1988 : Etincelles FC 1-0 Kiyovu Sports Association
- 1989 : Rayon Sports FC
- 1990 : Mukura Victory Sports
- 1991 : Non disputée
- 1992 : Mukura Victory Sports
- 1993 : Rayon Sports FC
- 1994 : Non disputée
- 1995 : APR FC
- 1996 : APR FC
- 1997 : Rwanda FC
- 1998 : Rayon Sports FC bat par forfait Kiyovu Sports
- 1999 : APR FC
- 2000 : APR FC
- 2001 : AS Kigali[1] Match nul (tab 6-5) APR FC
- 2002 : APR FC
- 2003 :  Rayon Sports FC
- 2004 : Non disputée
- 2005 : Rayon Sports FC 3-0 Mukura Victory
- 2006 : APR FC 1-0 ATRACO Football Club
- 2007 : APR FC 2-0 ATRACO Football Club
- 2008 : APR FC 4-0 ATRACO Football Club
- 2009 : ATRACO Football Club 1-0 Mukura Victory Sports
- 2010 : APR FC 1-0 Rayon Sports FC
- 2011 : APR FC 4-2 ap  Police FC
- 2012 : APR FC 2-1 ap  Police FC
- 2013 : AS Kigali 3-0 Muhanga FC
- 2014 : APR FC 1-0  Police FC
- 2015 : Police FC 1-0 Rayon Sports FC
- 2016 : Rayon Sports FC 1-0 APR FC
- 2017 : APR FC 1-0 Espoir FC
- 2018 : Mukura Victory Sports 3-1 ap Rayon Sports FC
- 2019 : AS Kigali 2-1 SC Kiyovu
- 2020 : Compétition annulée[2]
- 2021 : Compétition annulée
- 2022 : AS Kigali 1-0 APR FC
- 2023 : Rayon Sports FC 1-0 APR FC
- 2024 : Police FC 2-1 Bugesera FC